# 隱形人 (小說)
《隐形人》（英語：The Invisible Man），英国小说家赫伯特·乔治·威尔斯在1897年发表的科幻小说，被视为是描写瘋狂科学家与社会对立的杰作。

## 内容提要
有一天，英格蘭一个位於西索塞克斯郡名叫伊平的村子出现一个浑身缠满绷带的人，引起大家不安和骚动。这个怪人在解开绷带后谁也无法用肉眼看见。这个隐身人于是利用这个特点胡作非为，不久遭到村民群起围殴，最后被杀死。

## 作品风格
这部小说是显示威尔斯在写作上的转型时期的作品，比他的其他作品更加突出日常生活和心理描写。

## 相關電影
- 《透明人》：凱文·貝肯、伊莉莎白·蘇主演，2000年出品。劇情敍述一群年輕的科學家，由軍方出資研發出一種能讓人隱形的配方，以便生產影子軍團，可以潛入敵方，進行偵察及破壞行動。組長不惜拿自己做實驗，小組成員成功將組長變成透明人，但無法還原使他恢復人形。而在研究員努力研發「解藥」的過程中，塞巴斯汀漸漸對自己隱形所帶來的龐大能力展露了無比的野心，他可以為所欲為而不被別人發現，為了保住這項異能，他開始大開殺戒。
- 《透明人2》
- 《隱形人》